# امانوئل پادلا
امانوئل پادلا (انگلیسی: Emanuele Padella؛ زادهٔ ۲۴ سپتامبر ۱۹۸۸) بازیکن فوتبال اهل ایتالیا است.
از باشگاه‌هایی که در آن بازی کرده‌است می‌توان به باشگاه فوتبال پارما، باشگاه فوتبال آسکولی، باشگاه فوتبال بنونتو، و باشگاه فوتبال ویرتوس انتلا اشاره کرد.